# خاکستر (فیلم ۲۰۲۵)
خاکستر (انگلیسی: Ash) یک فیلم دلهره‌آور و علمی تخیلی آمریکایی محصول ۲۰۲۵ به کارگردانی فلاینگ لوتس، نویسندگی جانی راملر با بازی ایزا گونزالس، آرون پال و ایکو اویس است.
این فیلم در ۲۱ مارس ۲۰۲۵ در ایالات متحده اکران شد.

## داستان
در سیاره‌ای دور، زنی از خواب بیدار می‌شود و متوجه می‌شود که خدمه ایستگاه فضایی او کشته شده‌اند. او باید تصمیم بگیرد که آیا می‌تواند به مردی که برای نجات او فرستاده شده اعتماد کند.

## انتشار
در فوریه ۲۰۲۴، آمازون پرایم ویدئو حقوق توزیع بین‌المللی فیلم را در بازار فیلم اروپا به قیمت حدود ۱۰ میلیون دلار به دست آورد. این فیلم در ۲۱ مارس ۲۰۲۵ در ایالات متحده اکران شد.